# Дёмин, Николай Архипович
Никола́й Архи́пович Дёмин (1918—1998) — старшина Рабоче-крестьянской Красной Армии, участник советско-японской войны, Герой Советского Союза (1945).

## Биография
Николай Дёмин родился 19 декабря 1918 года на станции Ингода (ныне — Читинский район Забайкальского края) в рабочей семье. Получил начальное образование. С 1932 года вместе с родителями проживал в Вятке (ныне — Киров), работал пастухом, курьером, помощником мастера, заместителем руководителя промартели «Север». В 1939 году Дёмин был призван на службу в Рабоче-крестьянскую Красную Армию. Окончил полковую школу. Служил на Дальнем Востоке. К августу 1945 года старшина Николай Дёмин был помощником командира взвода пешей разведки 8-го стрелкового полка 3-й стрелковой дивизии 2-й армии 2-го Дальневосточного фронта. Отличился во время советско-японской войны.
В августе 1945 года Дёмин одним из первых переправился через Амур и во главе группы принял активное участие в захвате посёлка Гаотань к северо-востоку от китайского города Суньу, взяв в плен 22 вражеских солдата и офицера. Бойцы группы Дёмина уничтожили 2 дота. В бою Дёмин лично уничтожил около 80 солдат и офицеров противника.
Указом Президиума Верховного Совета СССР от 8 сентября 1945 года за «образцовое выполнение боевых заданий командования на фронте борьбы с японскими милитаристами и проявленные при этом мужество и героизм» старшина Николай Дёмин был удостоен высокого звания Героя Советского Союза с вручением ордена Ленина и медали «Золотая Звезда» за номером 9129.
После окончания войны Дёмин был демобилизован. Проживал в посёлке Поярково Михайловского района Амурской области, до выхода на пенсию работал машинистом компрессорной установки. Скончался 25 июля 1998 года, похоронен в Поярково.
Был также награждён орденом Отечественной воины 1-й степени и рядом медалей.

## Память

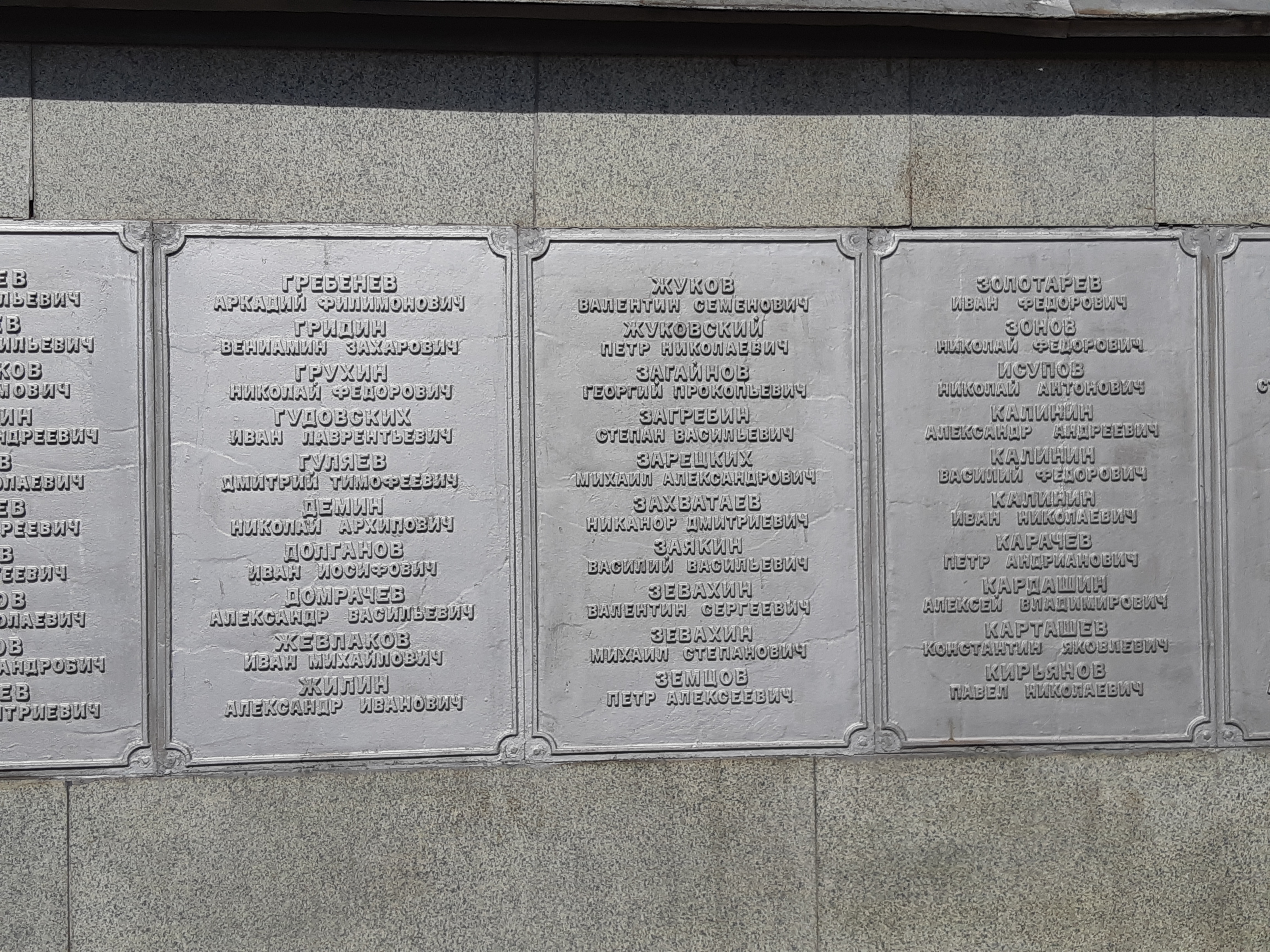
Имя Героя на мемориальной доске в парке Дворца пионеров г. Кирова

- Имя Героя увековечено на мемориальной доске в честь Героев Советского Союза — уроженцев Кировской области в парке Дворца пионеров города Кирова

- Имя Героя высечено золотыми буквами в зале Славы Центрального музея Великой Отечественной войны в Парке Победы города Москвы.

- На могиле героя установлен надгробный памятник.